# 路德維希一世 (勒文施泰因)
路德維希一世（德語：Ludwig I. von Löwenstein，1463年9月29日—1523年3月28日），普法爾茨選侯腓特烈一世之子，勒文施泰因-韋爾特海姆家族的始祖。

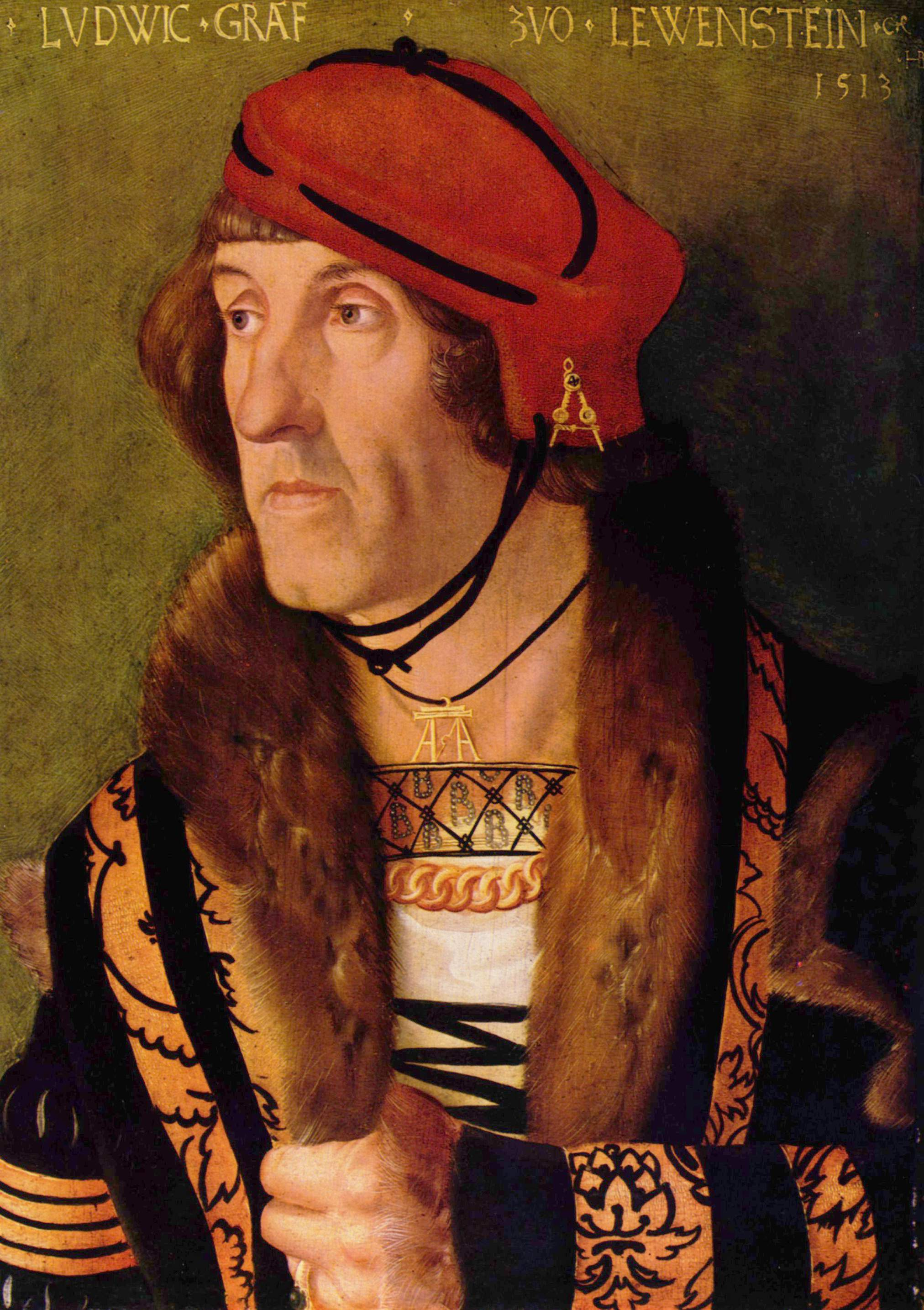

## 家庭
1488年，路德維希一世與伊莉莎白·馮·蒙福特（Elisabeth von Montfort）結婚，兩人共有3子4女：
1. 伊莉莎白（1490年—1530年）
2. 沃夫岡（1493年—1512年），早逝
3. 卡塔里娜（1497年—1541年）
4. 路德維希二世（1498年—1536年）
5. 克拉拉（1499年—1568年）
6. 約翰娜（1500年—1520年），早逝
7. 腓特烈一世（1502年—1541年）